# Avajan
Avajan ist eine französische Gemeinde mit 81 Einwohnern (Stand 1. Januar 2022) im Département Hautes-Pyrénées in der Region Okzitanien (zuvor Midi-Pyrénées). Sie gehört zum Arrondissement Bagnères-de-Bigorre und zum Kanton Neste, Aure et Louron.

## Geographie
Die Gemeinde liegt in der historischen Provinz Bigorre in der Landschaft Pays d’Aure, 35 Kilometer südlich von Lannemezan und 15 Kilometer nördlich des Pyrenäen-Hauptkammes, der die Grenze zu Spanien markiert. Die Nachbargemeinden sind Bordères-Louron im Norden, Cazaux-Fréchet-Anéran-Camors im Südosten, Vielle-Louron im Südwesten, sowie Gouaux im Westen.
Der Gemeindehauptort liegt an der linken Flanke des Vallée du Louron genannten Tales, über dem Fluss Neste du Louron, der am Talgrund durch Bordères-Louron verläuft. Der Großteil des Gemeindegebietes stellt überwiegend unwegsames Bergland in Höhenlagen und Wald bis an die 1600 Meter dar. Da dies kaum besiedelt ist, ergibt sich eine äußerst geringe Bevölkerungsdichte.

## Bevölkerungsentwicklung
Die Entwicklung der Einwohnerzahl ist durch Volkszählungen, die seit 1962 durchgeführt werden, bekannt. Im 21. Jahrhundert werden in Gemeinden mit weniger als 10.000 Einwohnern alle fünf Jahre Volkszählungen durchgeführt, in größeren Städten jedes Jahr.
| Jahr                       | 1962 | 1968 | 1975 | 1982 | 1990 | 1999 | 2006 | 2012 | 2020 |
| Einwohner                  | 37   | 45   | 30   | 52   | 58   | 68   | 75   | 67   | 80   |
| Quellen: Cassini und INSEE |      |      |      |      |      |      |      |      |      |

## Sehenswürdigkeiten
Die Gemeinde verfügt über mehrere Kulturdenkmäler, die als Monument historique eingestuft sind.
Dazu gehört die Pfarrkirche St. Blasius (Saint-Blaise) aus dem dritten Viertel des 20. Jahrhunderts.
Im Jahr 2001 erwarb die Gemeinde Avajan einen alten Bauernhof, um ihn zu einer Veranstaltungshalle umzubauen. Das Projekt wurde im Jahr 2009 umgesetzt.

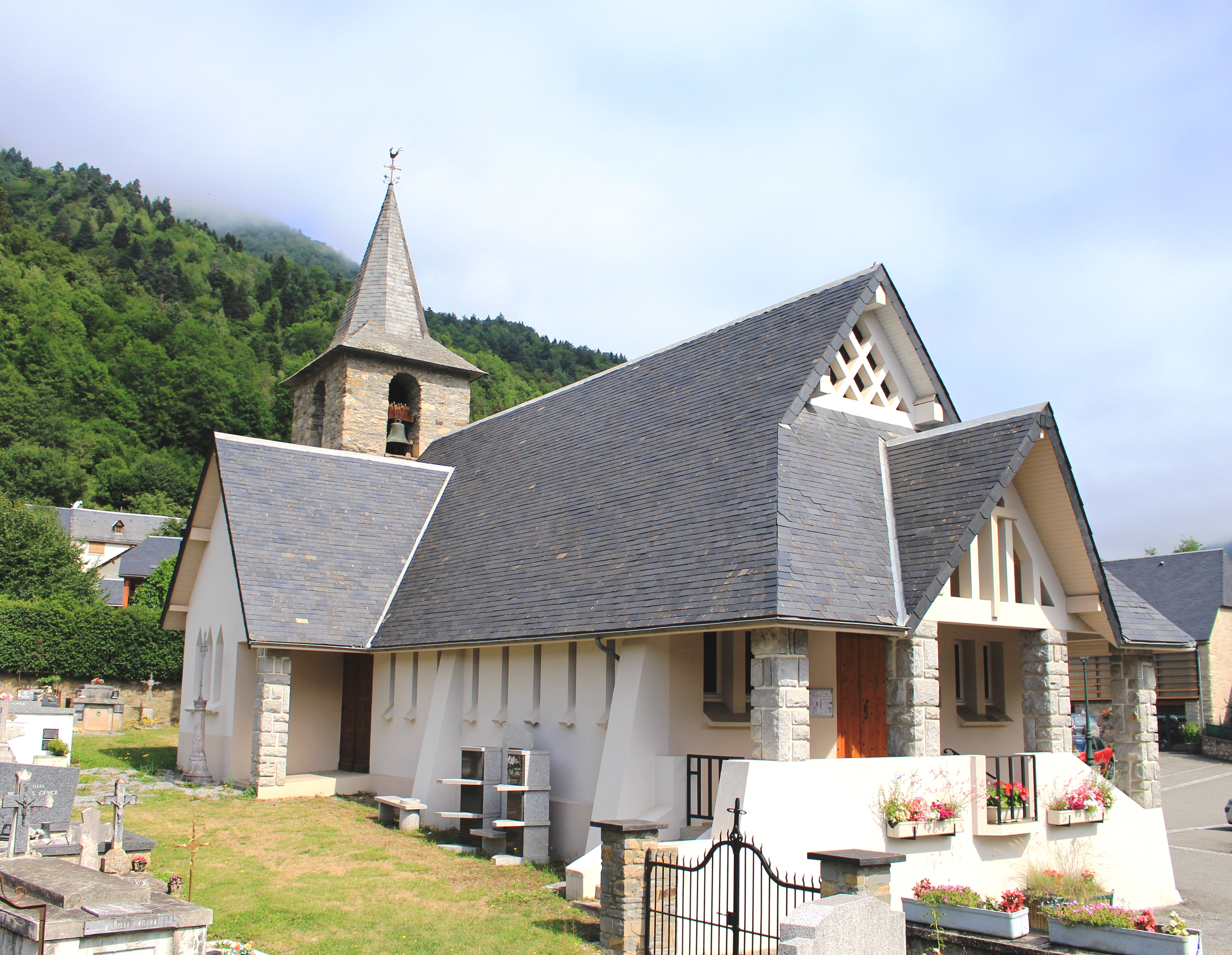
Kirche Saint-Blaise
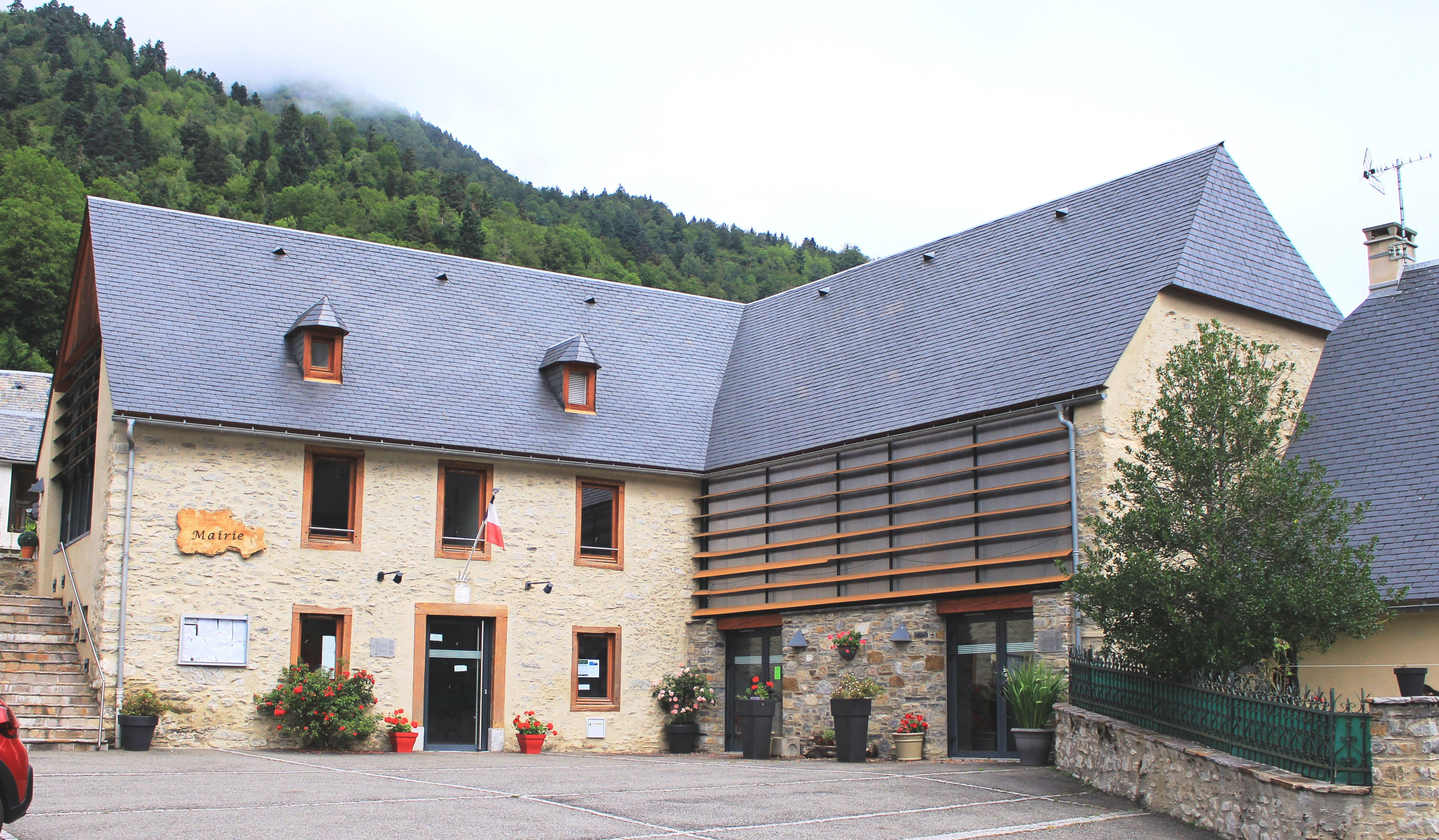
Rathaus (mairie)
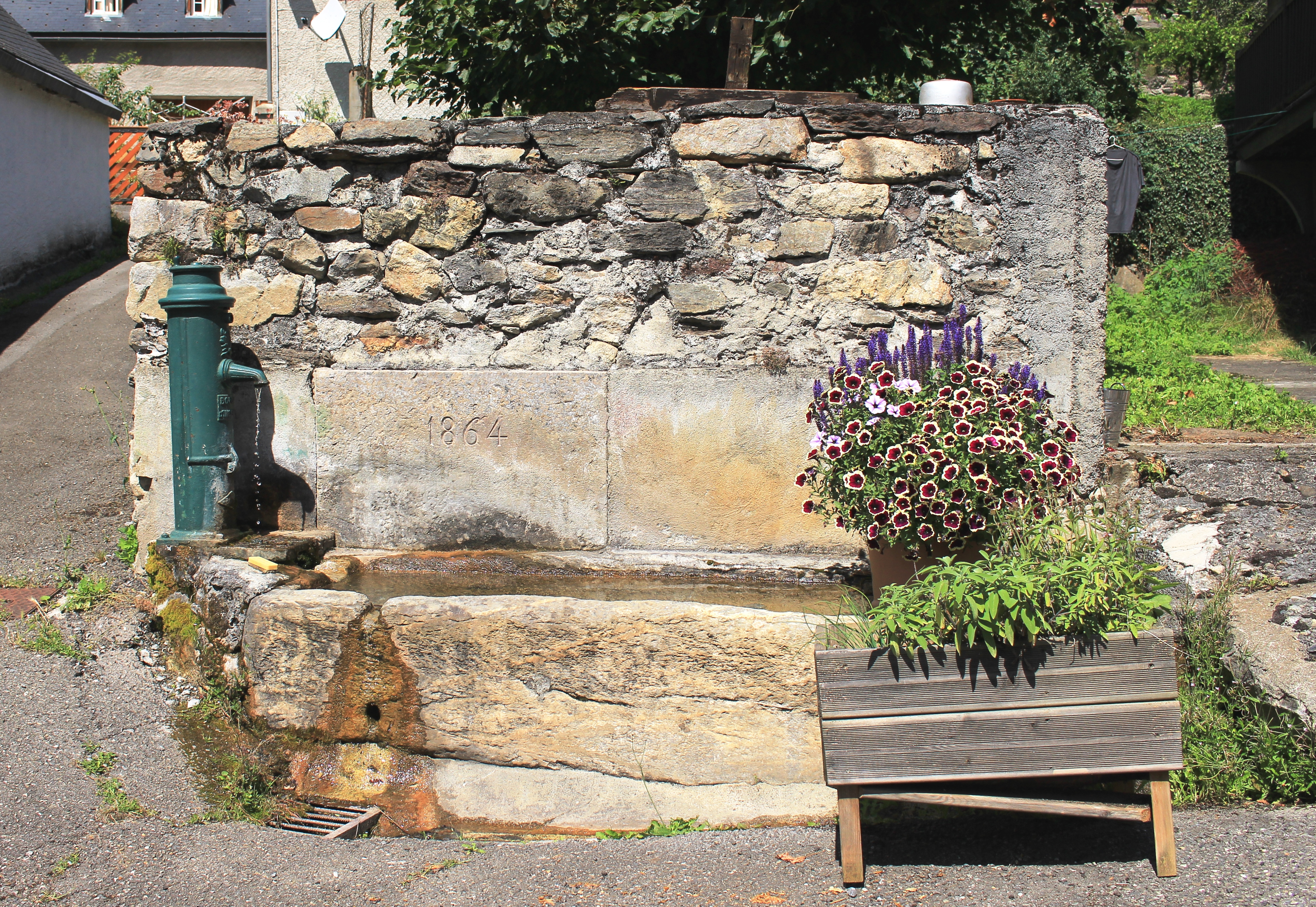
Brunnen
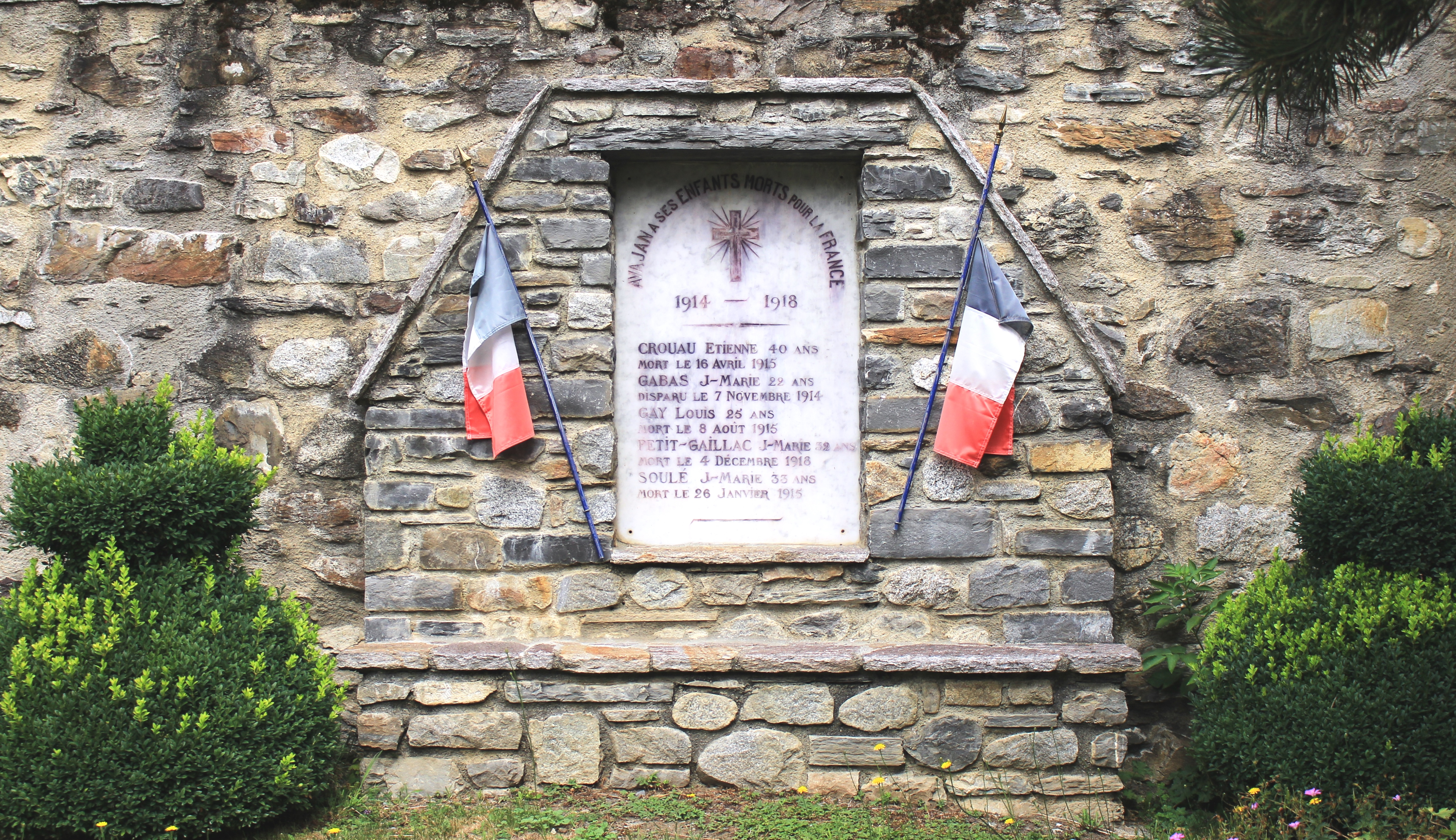
Gefallenendenkmal